# Liste de groupes de black metal
Cette liste recense les groupes de black metal les plus notoires, classés par ordre alphabétique.

## 0–9
| 1349 | Norvège |

Début de page

## A
| Abigail          | Japon       |
| Abigail Williams | États-Unis  |
| Abigor,          | Autriche    |
| Aborym           | Italie      |
| Abruptum,        | Suède       |
| Absu,            | États-Unis  |
| Absurd           | Allemagne   |
| Aes Dana         | France      |
| Agalloch         | États-Unis  |
| Agathodaimon,    | Allemagne   |
| Akercocke        | Royaume-Uni |
| Alastis,         | Suisse      |
| Alcest           | France      |
| Amesoeurs        | France      |
| Anaal Nathrakh,  | Royaume-Uni |
| Ancient          | Norvège     |
| Ancient Rites    | Belgique    |
| Anorexia Nervosa | France      |
| Antaeus,         | France      |
| Antestor         | Norvège     |
| Aosoth           | France      |
| Arallu           | Israël      |
| Arckanum         | Suède       |
| Arkhon Infaustus | France      |
| Arthemesia       | Finlande    |
| Asmodeus         | Autriche    |
| Astarte          | Grèce       |

Début de page

## B
| Balrog         | France     |
| Barathrum      | Finlande   |
| Bathory,       | Suède      |
| Behemoth,      | Pologne    |
| Beherit        | Finlande   |
| Behexen        | Finlande   |
| Belenos        | France     |
| Belketre       | France     |
| Black Funeral  | États-Unis |
| Blut aus Nord, | France     |
| Bran Barr      | France     |
| Burzum,        | Norvège    |

Début de page

## C
| Carpathian Forest | Norvège     |
| Catamenia         | Finlande    |
| Celestia          | France      |
| Celtic Frost,     | Suisse      |
| Chthonic          | Taïwan      |
| Cradle of Filth,  | Royaume-Uni |
| Crimson Moonlight | Suède       |
| Cruachan          | Irlande     |

Début de page

## D
| Dark Fortress     | Allemagne    |
| Dark Funeral,     | Suède        |
| Darkestrah        | Kirghizistan |
| Darkthrone,       | Norvège      |
| Deafheaven        | États-Unis   |
| Deathspell Omega, | France       |
| Deströyer 666     | Australie    |
| Dimmu Borgir,     | Norvège      |
| Dissection,       | Suède        |
| Dødheimsgard,     | Norvège      |
| Dornenreich       | Autriche     |
| Drottnar          | Norvège      |
| Drudkh            | Ukraine      |

Début de page

## E
| Einherjer    | Norvège   |
| Emperor,     | Norvège   |
| Endstille    | Allemagne |
| Enslaved,    | Norvège   |
| Enthroned,   | Belgique  |
| Estatic Fear | Autriche  |
| Evol         | Italie    |

Début de page

## F
| Falkenbach       | Allemagne  |
| Finntroll,       | Finlande   |
| Forgotten Tomb   | Italie     |
| Forteresse       | Canada     |
| Frost Like Ashes | États-Unis |

Début de page

## G
| Gallhammer  | Japon              |
| Gehenna     | Norvège            |
| Gloomy Grim | Finlande           |
| Goatwhore   | États-Unis         |
| Gorgoroth,  | Norvège            |
| Graveland   | Pologne            |
| Graveworm   | Italie / Allemagne |

Début de page

## H
| Hate Forest      | Ukraine     |
| Hecate Enthroned | Royaume-Uni |
| Hellhammer,      | Suisse      |
| Helrunar         | Allemagne   |
| Horde            | Australie   |
| Horna            | Finlande    |

Début de page

## I
| Immortal,         | Norvège               |
| Impaled Nazarene, | Finlande              |
| In the Woods...   | Norvège               |
| Inquisition       | Colombie / États-Unis |
| Isengard          | Norvège               |

Début de page

## J
| Judas Iscariot | États-Unis |

Début de page

## K
| Kampfar          | Norvège    |
| Keep of Kalessin | Norvège    |
| Khold            | Norvège    |
| King Diamond     | Danemark   |
| The Kovenant     | Norvège    |
| Krieg            | États-Unis |
| Kult ov Azazel   | États-Unis |

Début de page

## L
| Les Légions noires,       | France     |
| Leviathan,                | États-Unis |
| Lightning Swords of Death | États-Unis |
| Limbonic Art              | Norvège    |
| Lucifugum                 | Ukraine    |
| Lunar Aurora              | Allemagne  |
| Lux Occulta               | Pologne    |

Début de page

## M
| Månegarm       | Suède    |
| Marduk,        | Suède    |
| Martyrium      | Malte    |
| Mayhem,        | Norvège  |
| Melechesh      | Israël   |
| Mercyful Fate, | Danemark |
| Mgła           | Pologne  |
| Morbid         | Suède    |
| Mütiilation,   | France   |
| Myrkur         | Danemark |

Début de page

## N
| Nachtmystium     | États-Unis |  |
| Naer Mataron     | Grèce      |  |
| Nagelfar         | Allemagne  |  |
| Naglfar          | Suède      |  |
| Nargaroth        | Allemagne  |  |
| Negură Bunget    | Roumanie   |  |
| Nifelheim        | Suède      |  |
| Nokturnal Mortum | Ukraine    |  |

nattefrost Début de page

## O
| Oathean              | Corée du Sud |
| Obtained Enslavement | Norvège      |
| Old Man's Child      | Norvège      |
| Opera IX             | Italie       |
| Otargos              | France       |

Début de page

## P
| Paysage d'hiver | Suisse     |
| Phazm           | France     |
| Possessed       | États-Unis |
| Primordial      | Irlande    |

Début de page

## R
| Ragnarok        | Norvège            |
| Root            | République tchèque |
| Rotting Christ, | Grèce              |

Début de page

## S
| Salem               | Israël    |
| Samael              | Suisse    |
| Sarcófago,          | Brésil    |
| Satanic Slaughter   | Suède     |
| Satanic Warmaster,  | Finlande  |
| Satyricon,          | Norvège   |
| Sear Bliss          | Hongrie   |
| Secrets of the Moon | Allemagne |
| Seth,               | France    |
| Shining             | Suède     |
| Sigh,               | Japon     |
| Skyforger           | Lettonie  |
| Slechtvalk          | Pays-Bas  |
| Sólstafir (débuts)  | Islande   |
| Spektr              | France    |
| Stormlord           | Italie    |
| Summoning           | Autriche  |
| Susperia            | Norvège   |

Début de page

## T
| Taake,                | Norvège  |
| Temnozor              | Russie   |
| Temple of Baal        | France   |
| Theatres des Vampires | Italie   |
| Thy Serpent           | Finlande |
| Thyrfing              | Suède    |
| Tiamat (débuts)       | Suède    |
| Tormentor             | Hongrie  |
| Tsjuder               | Norvège  |

Début de page

## U
| Ulver,  | Norvège |
| Urgehal | Norvège |

Début de page

## V
| Ved Buens Ende | Norvège     |
| Venom,         | Royaume-Uni |
| Vesania        | Pologne     |
| Vlad Tepes     | France      |

Début de page

## W
| Watain,                    | Suède      |
| Der Weg einer Freiheit     | Allemagne  |
| Windir,                    | Norvège    |
| Wolves in the Throne Room, | États-Unis |
| Woods of Ypres             | Canada     |

Début de page

## X
| Xasthur, | États-Unis |

Début de page

### Ouvrages
- (en) Norman Abjorensen, Historical Dictionary of Popular Music, Rowman & Littlefield, 2017 (ISBN 978-1-5381-0215-2, lire en ligne)
- (fr) Damien Chaney, Antoine Petite et Ludovic Chaney, État des lieux des musiques extrêmes : Les albums essentiels d'un demi-siècle de transgression hard rock, metal, punk, hardcore & Co, Rosières-en-Haye, Camion Blanc, 2011, 939 p. (ISBN 978-2-35779-158-9, lire en ligne)
- (fr) Robert Culat, L'Âge du metal, Rosières-en-Haye, Camion Blanc, 2007, 519 p. (ISBN 978-2-910196-56-1)
- (en) Massimo Introvigne, Satanism : A Social History, Leiden/Boston, Brill, 2010, 655 p. (ISBN 978-90-04-28828-7 et 978-90-04-24496-2, lire en ligne)
- (de) Martin Langebach, Die Black-Metal-Szene: eine qualitative Studie, VDM Verlag Dr. Müller, 2007 (ISBN 978-3-83641-413-5, lire en ligne)
- (en) Joel McIver, Extreme Metal II, Omnibus Press, 2010 (ISBN 978-0-85712-224-7, lire en ligne)
- (en) Dayal Patterson, Black Metal: Evolution of the Cult, Feral House, 2013 (ISBN 978-1-93623-975-7, lire en ligne)
- (en) William Phillips et Brian Cogan, Encyclopedia of Heavy Metal Music, Westport, Conn., Greenwood Press, 2009, 285 p. (ISBN 978-0-313-34800-6, lire en ligne)
- (fr) Garry Sharpe-Young (trad. de l'anglais par Sylvia Rochonnat), Anthologie du Metal [« Metal, The Definitive Guide »], t. 2, Rosières-en-Haye, Camion Blanc, 2012, 883 p. (ISBN 978-2-35779-187-9, lire en ligne), « 1. Le black metal à l'international »
- (en) Garry Sharpe-Young, New Wave of American Heavy Metal, Zonda Books Limited, 2005 (ISBN 0-9582684-0-1, lire en ligne)
- (en) [PDF] Eric Strother, Unlocking the Paradox of Christian Metal Music, University of Kentucky, 2013 (lire en ligne)